# Салабашева къща
Салабашевата къща е жилищно-търговска сграда, намираща се на бул. „Цар Симеон Велики“ № 136 в Стара Загора.
Построена е през 1895 г. в неокласически стил. Това е домът на втория кмет на Стара Загора Стефан Салабашев, математика и политик акад. Иван Салабашев, полк. Стефан Салабашев и съпругата на финансиста, дипломат и политик Атанас Буров – Смарайда Салабашева. След 1946 г. къщата е национализирана. В период от време в нея се помещава Съюза на учените в Стара Загора. В днешно време е ресторант.